# Aristazabal Island
Aristazabal Island är en ö i Kanada.   Den ligger i Regional District of Kitimat-Stikine och provinsen British Columbia, i den sydvästra delen av landet, 3 900 km väster om huvudstaden Ottawa. Arean är 420 kvadratkilometer.
Terrängen på Aristazabal Island är platt. Öns högsta punkt är 326 meter över havet. Den sträcker sig 41,9 kilometer i nord-sydlig riktning, och 25,6 kilometer i öst-västlig riktning.
I omgivningarna runt Aristazabal Island växer i huvudsak barrskog. Trakten runt Aristazabal Island är nära nog obefolkad, med mindre än två invånare per kvadratkilometer.